# Crónica P

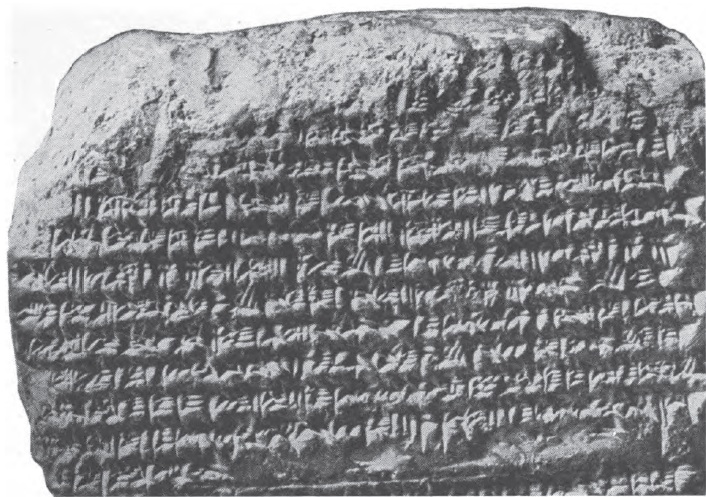
Fragmento de la Crónica P que narra acontecimientos que rodearon el reinado de Tukulti-Ninurta I.

La Crónica P, conocida como Crónica 22 en las Crónicas asirias y babilónicas de Grayson y Crónica mesopotámica 45 : "Crónica de los reyes cassitas" en las Crónicas mesopotámicas de Glassner recibe su nombre de TG Pinches, primer editor del texto. Narra los acontecimientos de la segunda mitad del segundo milenio a. C. o período casita, obra de un escriba babilónico del primer milenio a. C.

## La tableta
La crónica se conserva en un solo fragmento de 180 mm de ancho y 120 mm de largo y está en bastante mal estado. Corresponde el tercio inferior de lo que originalmente era una gran tablilla de barro a dos columnas de escritura cuneiforme acadia por cada cara, y se conserva en el Museo Británico, con la referencia BM 92701. Se desconoce su procedencia, pero la evidencia interna de las características de la escritura revela que se trata de una copia tardobabilónica. Fue comprado por el museo a Spartali & Co en 1882 y originalmente se le dio el número de acceso 82-7-4, 38.

### El texto

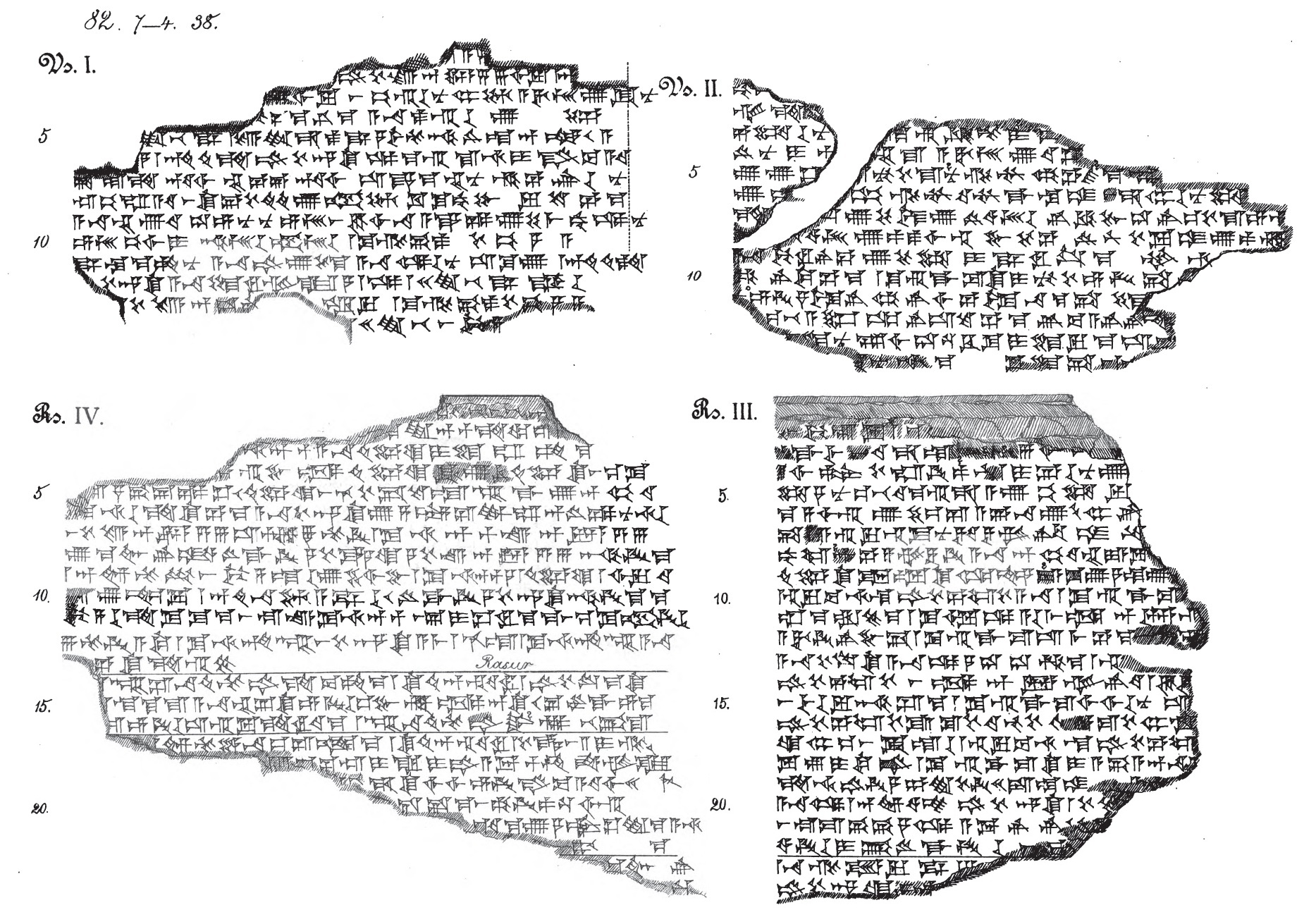
Arte lineal de Hugo Winckler para Chronicle P.

El texto es episódico, dividido por líneas horizontales en secciones de diferente extensión sobre acontecimientos de reinados concretos. El estilo narrativo cambia de crónica a épica al describir los acontecimientos del reinado de Kurigalzu II, lo que sugiere que se consultó más de una fuente histórica en su preparación. Aunque la sección relativa a la destitución del nieto de Aššur-uballiṭ I difiere de la Historia sincrónica asiria respecto a los nombres de los personajes, la fraseología idéntica sugiere que los pasajes derivan de una fuente común. De manera similar, la sección relativa a Kurigalzu II y la batalla de Sugagu varía sólo en el nombre de su homólogo asirio y el resultado de la batalla.
La narración comienza con una discusión sobre un tratado y trabajos de restauración, pero desconocemos la identidad del protagonista (Burna-Buriyåš I?). Continúa con un pasaje sobre Kadašman-Ḫarbe I que se considera es una confusión de la historia de este rey con la de Kara-ḫardaš, sucesor de Burna-Buriaš II. También se cree que la victoria de Kurigalzu contra los elamitas se confunde con la campaña de Kurigalzu I con la de su homónimo posterior. Luego, la historia salta a la conquista de Babilonia por parte de Tukulti-Ninurta, proporcionando la única confirmación existente de su gobierno de siete años mediante gobernadores. También registra la revuelta de Adad-šuma-uṣur y el derrocamiento de Tukulti-Ninurta (por Aššur-nasir-apli, probablemente una reproducción del error de Aššūr-nādin-apli en algunas copias del libro asirio Lista de reyes). El texto concluye con dos secciones sobre las incursiones del rey elamita Kidin-Ḫudrudiš, posiblemente Kidin-Hutran, contra los monarcas casitas Enlil-nādin-šumi y Adad-šuma-iddina, reyes registrados como anteriores a Adad-šuma-uṣur en el Lista de reyes de Babilonia
El texto no está lo suficientemente conservado como para poder determinar su finalidad. Contiene una serie de errores de los escribas, pero, en marcado contraste con la Historia sincronista, retrata los reveses babilónicos como hechos reales junto con sus victorias, lo que ha llevado a algunos historiadores modernos a elogiar su imparcialidad, pese a la aparente confusión de los acontecimientos históricos.

### Publicaciones principales
A pesar de su estado fragmentario, el texto ha sido publicado por académicos en las siguientes publicaciones:
- T. G. Pinches (1894). «The Babylonian Chronicle». Journal of the Royal Asiatic Society: 807-833.
- Hugo Winckler (1895). «Text der Chronik P». Altorientalische Forschungen: 297-303.
- L. W. King (1904). Records of the reign of Tukulti-Ninib I, King of Assyria, About B.C. 1275. Luzac and Co. pp. 51, 96–101, 157. relating to iv 1–13.
- Friedrich Delitzsch (1906). Die babylonische Chronik. B. G. Teibner. pp. 43–46.
- Ernst F. Weidner (1959). Die Inschriften Tukulti-Ninurtas I. [des Ersten] und seiner Nachfolger (Archiv für Orientforschung, Vol. 12). Biblio-Verlag. no. 37, relating to iv 1–13.
- A. K. Grayson (1975). Assyrian and Babylonian Chronicles. J. J. Augustin. pp. 139-41.
- Jean-Jacques Glassner (1993). Chroniques mésopotamiennes. La Roue à Livres. pp. 278-281.